# 金森近忠
金森 近忠（かなもり ちかただ、寛延2年（1749年） - 天明8年8月7日（1788年8月26日））は、江戸時代の交代寄合旗本。金森左京家第5代。。式蔵、左京。金森可英の次男。子に近興、久永勝明室、小出英亮室。
病弱の兄の可威に代わり、近忠が嫡男となった。安永3年、父の遺領を継ぎ将軍徳川家治に拝謁した。
天明8年、40歳で没した。跡は近興が継いだ。